# Wuchereria bancrofti
Wuchereria bancrofti és una espècie de nematode de la família Onchocercidae que parasita els éssers humans provocant la filariosi limfàtica, transmesa per la picada de diverses espècies de mosquits. Afecta a més de 120 milions de persones, principalment a Àfrica, Sud-amèrica i altres països tropicals i subtropicals. De no tractar-se la infecció, pot resultar en una malaltia denominada elefantiasi. Les modalitats de tractament són limitades i no s'han desenvolupat vacunes preventives. El seu nom va ser donat en honor d'Otto Wucherer i Joseph Bancroft.

## Cicle de vida
W. bancrofti completen el seu cicle de vida en dos hostes: els éssers humans serveixen com l'hoste definitiu i els mosquits són els hostes intermediaris. Els paràsits adults resideixen en el sistema limfàtic i són vivípars, és a dir, les seves cries es desenvolupen en el ventre de la femella.

## Característiques
W. bancrofti demostra una considerable diferència de grandària entre el mascle i la femella, o sigui, dimorfisme sexual. El cuc mascle adult és llarg i prim (d'allí el seu nom, filària), amb una cua corbada, entre 4-5 centímetres de llarg, i una desena de centímetre en diàmetre. En contrast, la femella mesura de 6-10 cm i és fins a tres vegades més gruixuda que el mascle. La desviació de la grandària pot ser atribuïda al vast nombre de microfilàries produïdes diàriament per la femella.